# Ion Protopopescu
Ion Protopopescu s-a născut la Iași la 19 septembrie 1890 și a murit la Madrid la 16 ianuarie 1966. A studiat la Școala Națională de Poduri și Șosele din București. În tinerețe, el a lucrat ca profesor la Politehnica din Timișoara și apoi a fost rector al instituției. El este decorat în războiul de întregire (1916-1918) cu ordinul Coroana României cu spade și panglica de Virtute Militară. În timpul guvernării legionare (1940-1941) a îndeplinit funcția de ministru al lucrărilor publice și comunicațiilor.
În 1942 este trimis de regimul Antonescu pe frontul de răsărit ca măsură punitivă. În mai 1946 este condamnat la moarte în contumacie în procesul intentat lui Ion Antonescu. Ion Protopopescu a luptat în mișcarea de rezistență anticomunistă până în 1948 când se refugiază în occident.
Devine o prezență activă în presa românească din exil. Lucrarea sa Catehism legionar, (Ed. Armatolii, Cetatea Eternă, 1976) este o apologie a modului de viață legionar.

## Operă
- Publicații de specialitate:
- Curs de materiale de construcții, 1924
- Curs de construcții, 1925
- Curs de căi ferate, 1926
- Curs de topografie, 1932
- Supraînălțarea și supralărgirea în curbe, 1939
- Curs de statica construcțiilor și beton armat, 1941
- Problema construcțiilor ieftine, 1942
- Problema locuințelor și urbanistica, 1943

## Lucrări cu caracter politic
- Probleme de mâine în România, Ed. Cartea Pribegiei, Buenos Aires, 1952
- Catehism legionar, Ed. Armatolii, Cetatea Eternă, 1976
- Idealul, Ed. Dacoromania, Madrid, 1964